# Turanana alaica
Turanana alaica är en fjärilsart som beskrevs av Otto Staudinger 1886. Turanana alaica ingår i släktet Turanana och familjen juvelvingar. Inga underarter finns listade i Catalogue of Life.